# ماتياس بيك
ماتياس بيك (بالسويدية: Mattias Beck)‏ هو لاعب هوكي الجليد سويدي، ولد في 21 يناير 1983 في تيبي ‏ في السويد.

## وصلات خارجية
- ماتياس بيك على موقع EliteProspects.com (الإنجليزية)